# Przywłaszczenie
Przywłaszczenie – występek polegający na włączeniu cudzej rzeczy ruchomej lub cudzego prawa majątkowego do swojego majątku. Przywłaszczona rzecz musi wcześniej znajdować się w legalnym posiadaniu sprawcy, chociażby wskutek jej znalezienia. Sprawca, który przywłaszcza sobie rzecz, postępuje z nią tak, jakby był jej właścicielem. Przywłaszczyć można również prawo majątkowe, ale tylko takie, które sprawca mógł uprzednio legalnie wykonywać lub z niego korzystać, np. na podstawie zezwolenia udzielonego mu przez osobę uprawnioną. Przywłaszczenie prawa sprowadza się do tego, że sprawca zaczyna wykonywać prawo tak, jakby sam był osobą uprawnioną, czyniąc to dla siebie z pominięciem osób, którym to prawo przynależy.
Sprawcą przywłaszczenia może być także współwłaściciel rzeczy, jeśli rozporządza nią, jakby należała wyłącznie do niego, w tym współmałżonek postępujący tak w stosunku do rzeczy wchodzącej w skład majątku wspólnego. Podobnie jest z wypadku przywłaszczenia prawa wspólnie przysługującego kilku osobom.
Przywłaszczenie różni się od kradzieży brakiem elementu zaboru rzeczy. Prawnym posiadaczem nie jest jednak osoba, która tylko włada cudzą rzeczą za kogoś innego, np. kasjerka inkasująca zapłatę lub listonosz doręczający przekazy pocztowe. Osoby te zabierając pieniądze, którymi obracają, zawsze dopuszczają się zaboru cudzej rzeczy i będą ponosić odpowiedzialność za zwykłą kradzież. Nie są bowiem posiadaczami, ale jedynie dzierżycielami rzeczy.
Przywłaszczenie musi mieć charakter trwały, co oznacza wystąpienie po stronie sprawcy animi rem sibi habendi. Brak takiego zamiaru przy równoczesnym władaniu rzeczą cudzą i korzystaniu z niej może rodzić jedynie odpowiedzialność sprawcy za wykroczenie polegające albo na niezawiadomieniu właściwego urzędu o znalezieniu rzeczy (art. 125 kw), albo na samowolnym użyciu cudzej rzeczy ruchomej (art. 127 kw).
Kwalifikowaną postacią przywłaszczenia jest sprzeniewierzenie polegające na przywłaszczeniu sobie rzeczy powierzonej sprawcy przez właściciela albo inną uprawnioną osobę lub posiadacza w dobrej wierze. Przywłaszczenie jest ścigane na wniosek pokrzywdzonego, jeżeli pokrzywdzony jest osobą najbliższą dla podejrzanego - w innych przypadkach przestępstwo to jest ścigane z urzędu.
Jeżeli wartość przywłaszczonej rzeczy nie przekracza 800 złotych (od 2018 do 2023 r. 500 złotych, od 2013 do 2018 r. 1/4 minimalnego wynagrodzenia, od 1998 do 2013 r. 250 złotych, natomiast od 1972 do 1998 r. 500 złotych), sprawca odpowiada za wykroczenie (art. 119 kw). Przywłaszczenie prawa majątkowego zawsze stanowi przestępstwo z art. 284 k.k., niezależnie od wartości prawa.